# Fricktal

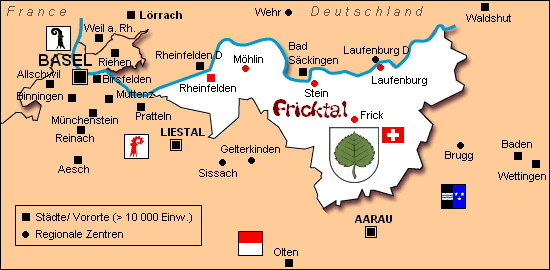
Carte du Fricktal.

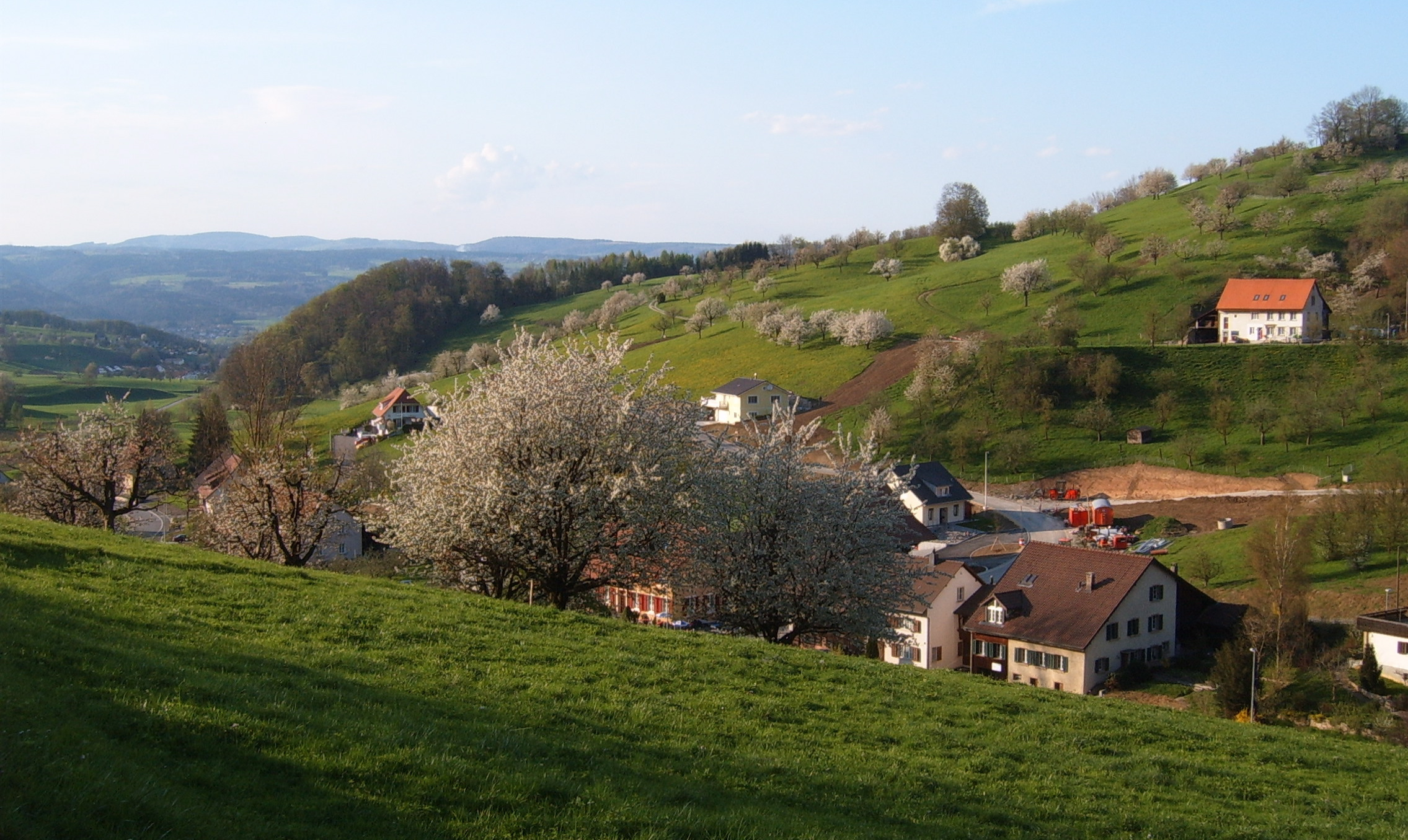
Vue typique du Fricktal.

Plan de réseau de lignes A-Welle Unteres Fricktal, 2023.

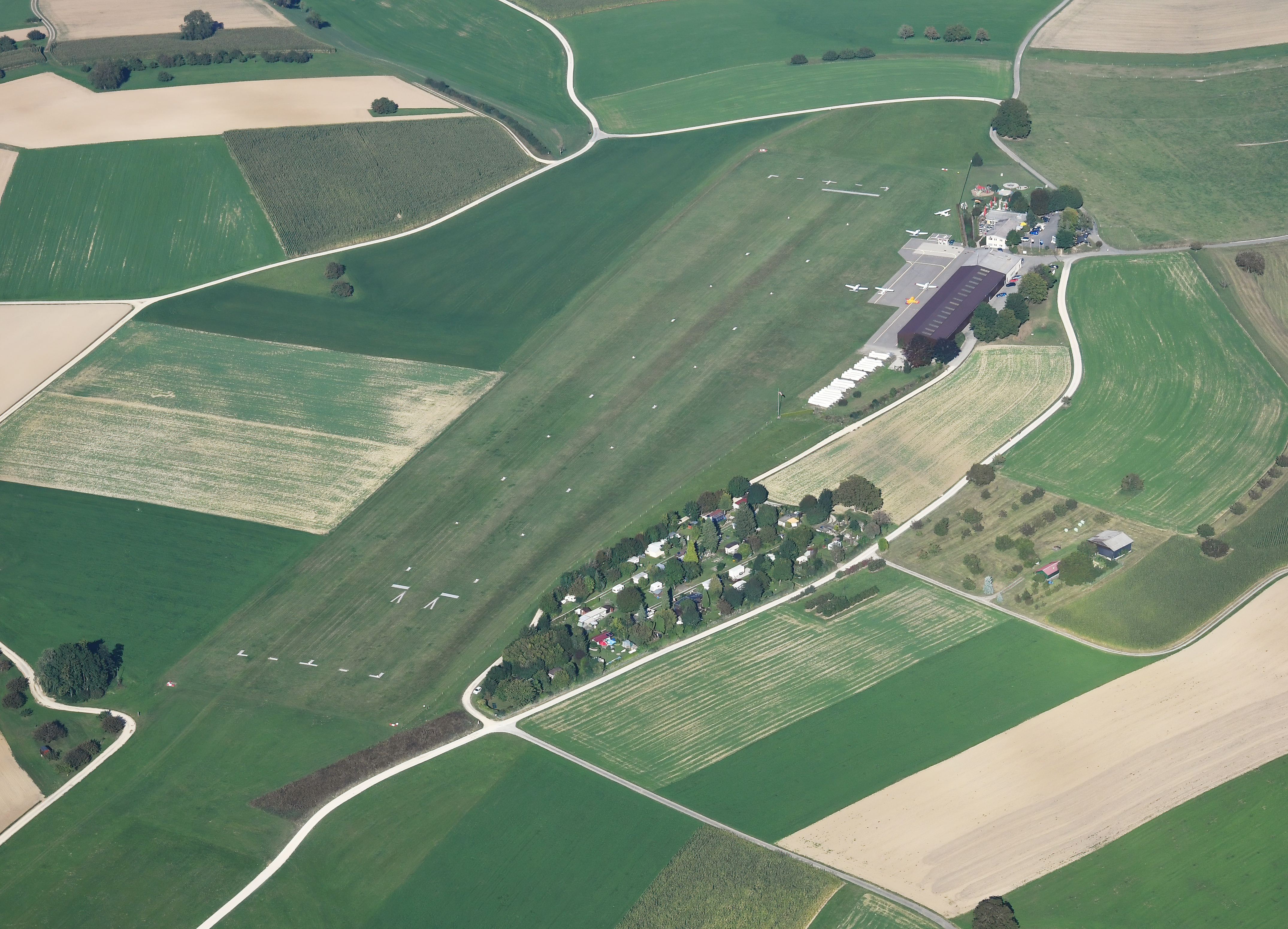
Vue aérienne de l'aérodrome de Fricktal-Schupfart.

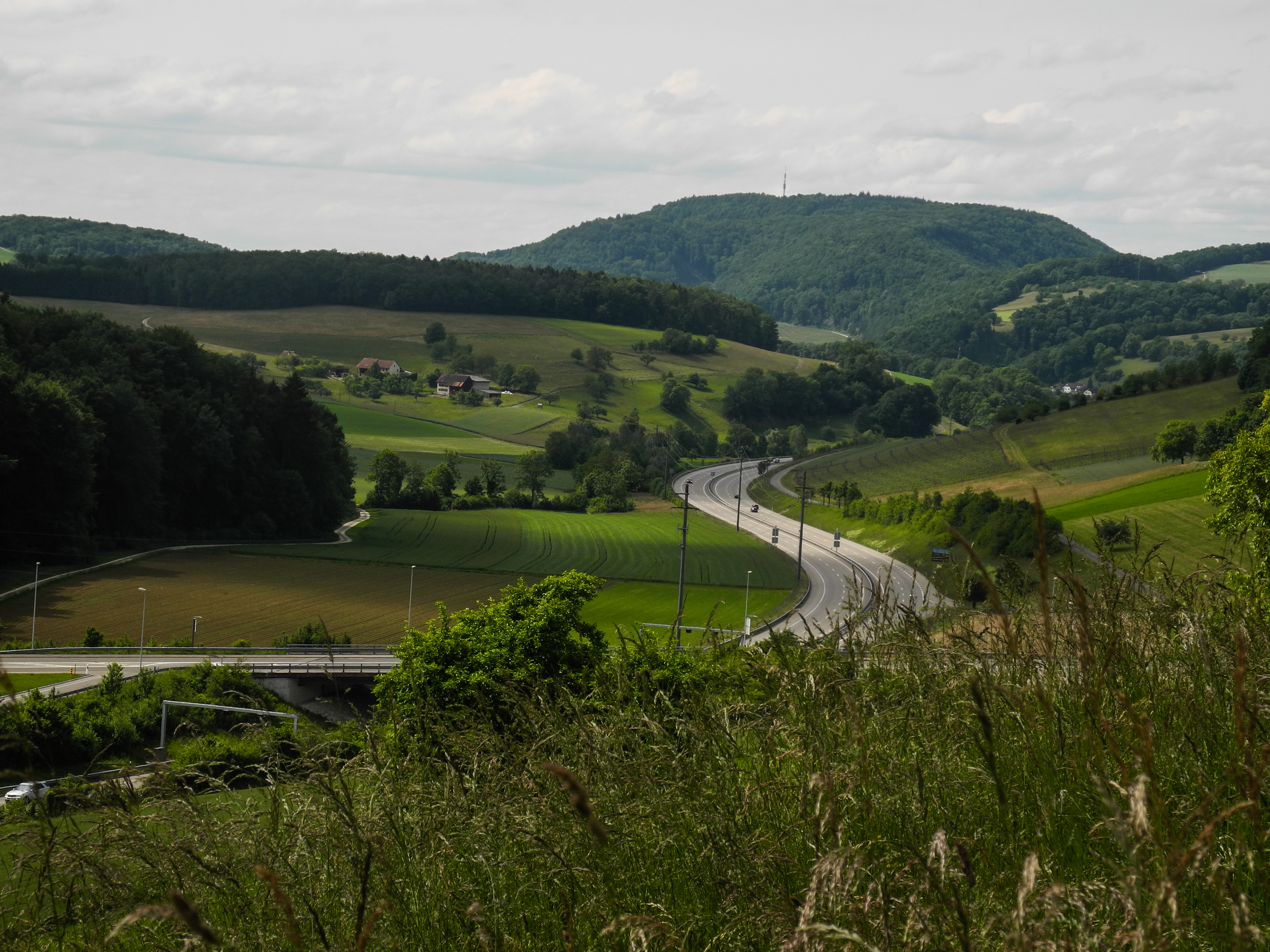
Autoroute dans le Parc du Jura argovien.

Le Fricktal est une petite région géographique de la Suisse située au nord-ouest du pays à la frontière avec l'Allemagne, de langue germanophone.

## Géographie
Petite extension de 284 km2 au nord-ouest du canton d'Argovie, le Fricktal est situé entre le Rhin, le Jura et la Forêt-Noire, à l'est de l'agglomération bâloise. Il est composé des districts argoviens de Laufenburg et de Rheinfelden. Son point le plus haut, à 870 mètres d'altitude, est situé sur la commune d'Oberhof, alors que son point le plus bas, à 260 mètres, correspond à la hauteur du Rhin près de Kaiseraugst.

## Histoire
À partir du XIIe siècle, le Fricktal est une possession de la maison de Habsbourg et fait partie de la région de l'Autriche antérieure dès 1415. À deux reprises, lors de la guerre de Zurich en 1443 et lors de la guerre de Souabe de 1499, les troupes confédérées pénètrent dans ce territoire autrichien qu'elles pillent.
En 1469, Sigismond, archiduc d'Autriche, vend le Fricktal au duc Charles le Téméraire de Bourgogne. Au début des années 1700, Berne tente d'acheter le Fricktal avant que la Révolution française ne survienne et que les troupes françaises n'occupent ce territoire entre 1797 et 1802.
En 1798, le Fricktal est divisé en deux seigneuries — celle de Rheinfelden, avec les pays (en allemand : Landschaften) de Möhlinbach, du Rheintal et du Fricktal, et de Laufenburg — et quatre « villes forestières » (en allemand : Waldstädte) — Rheinfelden, Säckingen, Laufenburg et Waldshut.
Par le traité de paix signé à Campo-Formio, le 17 octobre 1797 (26 vendémiaire an VI), François II du Saint-Empire s'engage à céder à la République française, « la souveraineté et propriété du Fricktal et de tout ce qui appartient à la Maison d'Autriche sur la rive gauche du Rhin, entre Zurzach et Bâle », à condition d'obtenir, au Congrès de Rastadt, « une compensation [territoriale] proportionnelle en Allemagne » et à charge, pour la République française, de « réuni[r] lesdits territoires à la République helvétique ». Puis, par le traité de paix signé à Lunéville, le 9 février 1801 (20 pluviôse an IX), François II du Saint-Empire cède à la République française « le Fricktal et tout ce qui appartient à la Maison d'Autriche sur la rive gauche du Rhin, entre Zurzach et Bâle », la République française se réservant de céder celui-ci à la République helvétique.
Le 9 février 1802, le Fricktal se constitue en un canton (chef-lieu : Rheinfelden). Le 13 août 1802, il est rattaché à la République helvétique.
Le 19 février 1803, après l'acte de médiation, la réunion des cantons d'Argovie, de Baden et du Fricktal donna naissance au canton d'Argovie actuel.

## Données statistiques

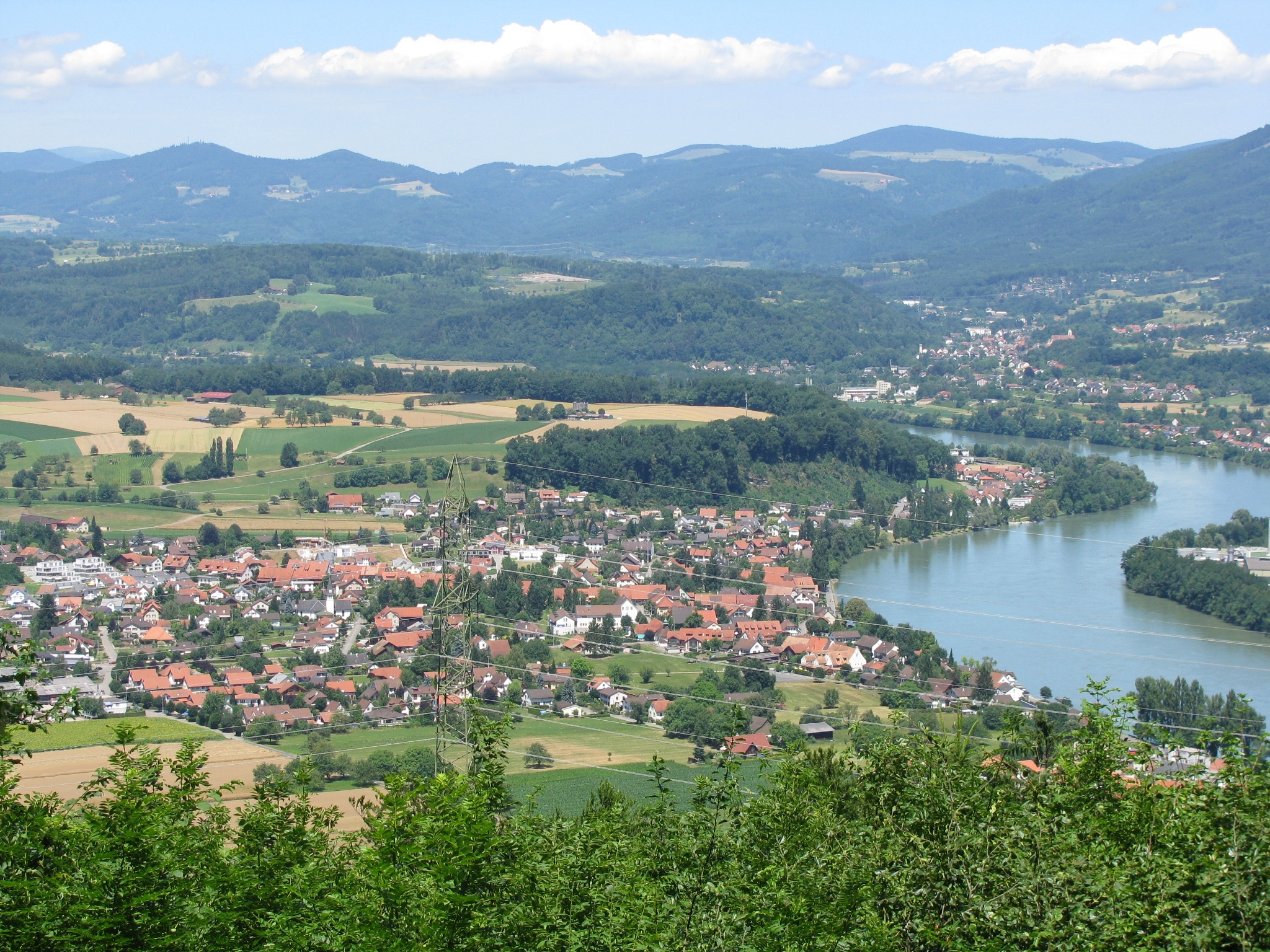
Vue de la ville de Wallbach dans le Fricktal.

Avec 72 000 habitants au 31 décembre 2007, la région compte une densité de population de 254 habitants au km2. Les trois villes les plus importantes du Fricktal sont Rheinfelden avec 11 004 habitants, Möhlin avec 9 355 habitants et Kaiseraugst avec 4 980 habitants.